# Мурадоло (Пјаченца)
Мурадоло је насеље у Италији у округу Пјаченца, региону Емилија-Ромања.
Према процени из 2011. у насељу је живело 229 становника. Насеље се налази на надморској висини од 47 м.